# Réserve de substitution en France
Pour des articles plus généraux, voir retenue de substitution et retenue d'eau en France.

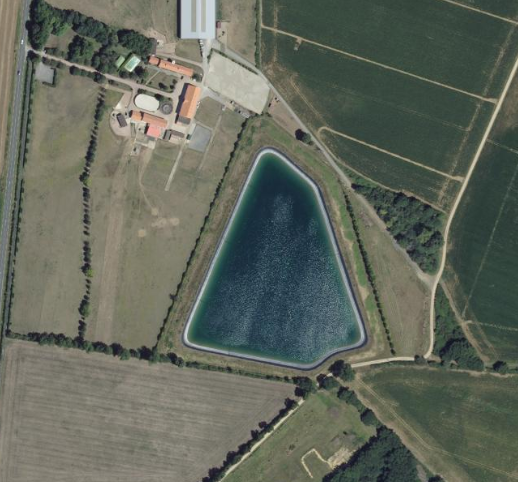
Retenue de subsitution de Roches-Prémarie-Andillé (Vienne, Nouvelle-Aquitaine,France).

Une réserve de substitution ou retenue de substitution (ou méga-bassine pour les plus imposantes) est une retenue d'eau destiné au stockage agricole de l'eau qui est remplie durant l'hiver en pompant dans l'eau des nappes phréatiques, ou parfois dans des cours d'eau, et utilisée durant l'été. En France, ce type d'installation est apparu dans les années 1990 puis les projets se sont multipliés à partir de 2010 avec de fortes incitations financières.
Ce type d'ouvrages suscite des mouvements d'opposition dans certains territoires, avec de nombreux contentieux et pour certains projets des manifestations, notamment dans l'ancienne région Poitou-Charentes où des manifestations violentes ont eu lieu en 2022 et 2023.
Le débat propre aux réserves de substitution s’insère dans un débat plus large lié aux retenues utilisées pour l’irrigation agricole, quel que soit leur type, et à un certain modèle d'agriculture intensive. Pour les opposants, ces retenues constituent, en lien avec le réchauffement climatique, un risque pour l’augmentation de la sévérité et de la longueur des sécheresses. Elles sont source d’une perte en quantité et en qualité d’eaux nécessaire au bon équilibre des milieux, mais aussi sources d’iniquité entre agriculteurs, et représentatives d’un modèle agricole productiviste jugé périmé. Il s'agit, selon eux, d'une mal-adaptation au changement climatique.
Pour les tenants des retenues ou réserves de substitution, elles sont la solution d’une agriculture raisonnée, en attente d’une agriculture vraiment durable, à défaut de laquelle on assistera à une irrigation importée non durable. Elles doivent être accompagnées d’un projet de territoire unissant l’ensemble des acteurs de l’eau autour d'objectifs de maintien et d'enrichissement des milieux.

## Histoire
Les premières réserves de substitution sont apparues en France dans les années 1990, pour une meilleure irrigation des cultures fortement gourmandes en eau, comme le maïs, dans un contexte de diminution des ressources en été dû aux sécheresses, notamment en Poitou-Charentes. Ce contexte a depuis fortement évolué avec une très forte diminution de la culture du maïs notamment en 2022 en lien avec une importante diversification des productions, mais la demande en réserves de substitution est toujours présente ainsi que les oppositions qui les accompagnent.
En 2006, on dénombre neuf réserves de substitution en Poitou-Charentes (totalisant 1 538 400 m3 ) construites entre 1998 et 2003 dans le bassin de l’Osme-Couture. Les premières ont été construites par des individuels, les autres l’ont été par des associations syndicales autorisées (ASA). Ces bassines sont l’objet de polémiques car, même soutenues par l’État, leur projet de construction font l’objet de recours devant le tribunal administratif par des associations de défense de l’environnement. La plus virulente est l’APAPPA (Association Protection et Avenir du Patrimoine en Pays d’Aigre).
En 2012, la Coopérative agricole de Poitou-Charentes dénombre 21 bassins hydrologiques concernés par 200 projets de réserve, soit 42,7 millions de m3 répartis par département de la manière suivante (Irrigo Coop, 2013) : 
- Charente : 20 réserves pour 2,9 millions de m3
- Charente-Maritime : 65 réserves pour 19,4 millions de m3
- Deux-Sèvres : 33 réserves pour 11,9 millions de m3 dont 27 projets dans le bassin Sèvre Niortaise Marais Poitevin (8,94 millions de m3 )
- Vienne : 82 réserves pour 13 millions de m3.

De nombreux projets en cours n’ont pas entamé les études. Le volume final pourrait être inférieur à ces 47 Mm3 si les études font apparaître des projets non viables pour des raisons économiques et/ou techniques.
Un grand nombre de ces projets n’a pas abouti, mais certains continuent à être instruits et combattus. C’est notamment le cas dans les Deux-Sèvres, du projet de seize réserves de substitution du bassin Sèvre Niortaise et Mignon ayant vocation à accueillir 6,2 millions de mètres cubes d’eau à destination des exploitants agricoles, porté par la Société coopérative anonyme de l’eau des Deux-Sèvres (Coop 79) et combattu par les militants des « Soulèvements de la Terre » et de « Bassines non merci ».

## Caractéristiques

### Typologie des retenues à vocation agricole
Les réserves de substitution ont en général une vocation agricole, et servent principalement pour l'irrigation et l’abreuvement du bétail. Ces retenues collectent et stockent l'eau de pluie pour sécuriser les moyens de subsistance et augmentent les rendements des cultures. Elles se sont avéré des outils essentiels pour surmonter les aléas du climat et ainsi stabiliser les rendements des cultures dans le monde.
Deux grands types de retenues peuvent être distingués selon leur mode d'alimentation.
| Type de retenue         | Source d'alimentation            | Période d'alimentation |
| ----------------------- | -------------------------------- | ---------------------- |
| Retenue de substitution | Cours d'eau ou nappe alluviale   | Hors période d'étiage  |
| Retenue de substitution | Pompage dans une nappe           | Hors période d'étiage  |
| Retenue collinaire      | Eaux de ruissellement uniquement | Toute l'année          |

Le présent article est consacré aux réserves de substitution, appelées dans les médias et par leurs opposants « bassines » ou « méga-bassines » qui sont de plus grande capacité et peuvent stocker plusieurs centaines de milliers de mètres cubes d'eau.

### Définition

#### Réserves de substitution (déconnectées des cours d'eau)
Pour le ministère français de l'écologie, les réserves de substitution sont des « ouvrages artificiels permettant de substituer des volumes prélevés à l'étiage par des volumes prélevés en période de hautes eaux », en stockant l'eau « par des prélèvements anticipés ne mettant pas en péril les équilibres hydrologiques, elles viennent en remplacement de prélèvements existants ». Une définition plus restrictive considère qu'elles ne peuvent être situées qu'en dehors des cours d'eau.

#### Cas particulier des retenues de substitution sur cours d'eau
Pour pouvoir être considéré comme une réserve de substitution, un ouvrage qui intercepterait des écoulements (cette réserve serait alors une retenue) doit impérativement être équipé d'un dispositif de contournement garantissant qu'au-delà de son volume et en dehors de la période autorisée pour le prélèvement, toutes les eaux arrivant en amont de l'ouvrage ou à la prise d’eau sont transmises à l’aval, sans retard et sans altération.

### Mode de fonctionnement

Schéma comparatif de fonctionnement d'un système d'irrigation avec et sans réserve de substitution.

Le principe de fonctionnement est de pomper dans les nappes en hiver quand le niveau est haut pour remplir des réservoirs qu'on réutilise en été pour l’irrigation, en évitant alors de pomper l’eau dans un milieu en tension. Le prélèvement en automne/hiver se substitue au prélèvement du printemps/été, d’où le nom initial de réserve de substitution. La substitution évite de « mettre en péril les équilibres hydrologiques » durant la période de tension où les prélèvements sont substitués, c’est-à-dire à l’étiage. La substitution permet aussi d'échapper aux arrêtés préfectoraux de restrictions de pompage qui visent à protéger la ressource en eau , puisque l'eau pompée en hiver et stockée dans les réserves n'est pas soumise aux restrictions préfectorales en été.
Ce dispositif est notamment utilisé quand des retenues collinaires ne sont pas possibles, comme dans les Deux-Sèvres où l'eau de pluie s’infiltre dans les sols calcaires sans ruisseler.

### Dispositifs constructifs
Une réserve de substitution est composée d'une cuve, d'une station de pompage, d'un réseau d'alimentation et d'un réseau de distribution.
La cuve est en général semi-enterrée et comporte en partie aérienne une digue périphérique en terre. Une membrane d'étanchéité recouvre le fond de la cuve et les parois internes de la digue périphérique afin d'éviter une perte des eaux dans le sous-sol. eux indicateurs de volumes caractérisent les réserves de susbtitution : la capacité totale et la capacité utile. La différence entre les deux correspond au « culot » qu'il est nécessaire de conserver en fond des réserves pour éviter le décollement du dispositif d’étanchéité artificielle. La capacité totale peut varier de quelques dizaines à quelques centaines de milliers de mètres cubes d'eau. La capacité utile de stockage des réserves situées dans le bassin Sèvre niortaise et Mignon varie de 241 000 m3 (SEV10 à Mauzé-sur-le-Mignon) à 717 821 m3 (SEV7 à Amuré et Le Bourdet). La réserve SEV15 située à Sainte-Soline, lieu des principales manifestations, a une capacité utile de 627 868 m3. La surface maximale en eau, pour ces 16 réserves, varie de 25 353 m2 (SEV5 à Épannes) à 128 918 m2 (SEV7). Pour Sainte-Soline, cette surface maximale en eau est de 102 099 m2 (10 hectares). La hauteur de la digue périphérique (hauteur hors-sol maximale) varie de 7,5 m (SEV2 à Val-du-Mignon) à 13,4 m (SEV16 à Salles), celle de Sainte-Soline est de 12,80 m. La profondeur du plan d'eau est de l'ordre de 9 m.
La station de pompage permet de remonter l'eau de la nappe via les différents puits de forages, préexistants à la construction des réserves de substitution et assurant les prélèvements individuels de chaque irriguant ou construits concomitamment aux réserves. Un réseau d'alimentation raccorde les différents puits de forage à la station de pompage. Un réseau de distribution raccorde la cuve aux différentes parcelles irriguées. Les prélèvements relevant de protocoles de gestion collective et mutualisée, un suivi des prélèvements
d’eau est indispensable afin de mesurer leur incidence sur les masses d’eau et à cette fin il peut être imposé dans l'autorisation environnementale que les compteurs des ouvrages de prélèvement soient remplacés par des équipements assurant la télétransmission des index en temps réel à l'organisme unique de gestion. C'est notamment le cas pour les réserves de Sèvre niortaise et Mignon,.

Coupe d'une réserve de substitution, d'après celle de Sainte-Soline.

## Facteurs ayant contribué au développement des réserves de substitution

### Des cultures gourmandes en eau (maïs)

#### Contexte national
Un rapport d’expertise collective, réalisé par l'INRA et publié en 2006, fait le point sur la vulnérabilité de l’agriculture française à un risque accru de manque d'eau et les modalités pour y remédier. Ce rapport fait état qu’en 2000, la production de maïs (grain et semence) représentait 50 % de la sole irriguée en France, soit environ 781 000 ha (66 % dans le Sud-Ouest), suivi de l’horticulture (18 %) et des oléagineux (10 %). Sur la période 1988-2000, la moitié de l’accroissement de la surface irriguée totale en France est associée au développement du maïs irrigué, dont la culture se répartit en 2000 dans trois régions : 10 500 producteurs en Aquitaine, autant en Midi-Pyrénées, et 4 800 en Poitou-Charentes, sur un total de 41700.
La production nationale de maïs est relativement stable dans les années 2000 et 2010, puisqu'elle passe de 15,9 millions de tonnes en 2000 à 15,5 en 2021. La situation est toutefois variable selon les bassins et départements, puisque par exemple dans le bassin Sèvre Niortaise et Mignon, le maïs grain, qui représentait plus de 80 % des surfaces irriguées au début des années 2000, n’en occupe plus qu’un tiers en 2022.Dans le département des Deux-Sèvres, les surfaces de maïs irrigué (grain et ensilage) ont été divisées par deux en 10 ans et par presque trois en 20 ans, entre 2001 et 2022.

#### Ancienne région Poitou-Charentes
En Poitou-Charente, les grandes cultures occupent en 2000 près de 45 % de la SAU dont 9,6 % sont irrigués soit près de 170 000 ha, sur presque 6 000 exploitations. Les cultures les plus irriguées sont les grandes cultures (86 % de la surface irriguée en 2000) et très majoritairement le maïs. L’eau d’irrigation provient essentiellement des forages (50 % des ressources) et des pompages en rivière (30 % des ressources) ; les retenues ne représentent que 10 % des ressources.

### Des objectifs quantitatifs pour atteindre l'équilibre
La loi du 3 janvier 1992 sur l'eau affiche les ressources en eau comme « patrimoine commun de la nation » et pose les principes d'une gestion intégrée de l'eau, équilibrée entre les différents usages et globale,. La gestion des ressources en eau est alors intégrée à l’échelle des bassins pour en assurer une quantité et une qualité suffisante pour les milieux et tous les usages. Elle est encadrée, à l’échelle des 12 bassins hydrographiques, par les Schémas directeurs d’aménagement et de gestion des eaux (SDAGE), qui donnent les orientations et dispositions pour atteindre le bon état des eaux fixé par la Directive cadre européenne sur l’eau. En matière d’état quantitatif des eaux, les SDAGE identifient les bassins en tension, sur lesquels la priorité doit être donnée au retour à l’équilibre entre ressources et besoins. Les SAGE définissent la planification des usages de l’eau et fixent un cadre de gestion collective adapté. C'est principalement dans ces bassins en tension que vont apparaître les stockages de types réserves de substitution.

#### Zones de répartition des eaux
Les zones de répartition des eaux (ZRE) sont des zones en tension, caractérisées par une insuffisance, autre qu'exceptionnelle, des ressources par rapport aux besoins. sont créées en 1994. Quelques ZRE sont instaurées par décrets du 29 avril 1994 et du 11 septembre 2003. Depuis 2009, la procédure de délimitation est déconcentrée au niveau des grands bassins. Le classement réglementaire est élaboré en cohérence avec les travaux du SDAGE relatifs à la gestion quantitative. La carte des ZRE en France métropolitaine en 2021 est présentée ci-contre.
L’insuffisance de la ressource en eau se traduit par des "assecs" de rivières importants lors des étés secs précédés d’hiver peu pluvieux. Face à ces problèmes, les départements ont mis en place depuis les années 90 des procédures réglementaires visant à adapter les consommations à l’état des ressources et donc à interdire des pompages en nappe l’été. Pour contourner les interdictions d'usages de l'eau en été, certains agriculteurs ont vu dans les réserves de substitution la solution puisque l'eau est pompée en hiver, au moment où les nappes sont censées être rechargées, et ont sollicité des autorisations en ce sens,.

#### Ancienne région Poitou-Charentes
L’ancienne région Poitou-Charentes cristallise des tensions, au carrefour des problématiques de productions d’oléagineux et d’augmentation des sécheresses. Les deux unités de gestion principales sont le bassin de la Charente (système rivières alimentées par barrages – nappes, unité de gestion de 10 000 km3, 2 barrages soit 20 hm3) et la Sèvre Niortaise (unité de gestion de 1 250 km3, 1 retenue de 15 hm3).

### Des financements publics importants
Pour atteindre les objectifs quantitatifs définis dans les SDAGE, le gouvernement incite à partir de 2010 à la construction de retenues supplémentaires, si les mesures d'économie d'eau ne suffisent pas et dès lors que cela ne remet pas en cause les objectifs environnementaux de la Directive-cadre sur l'eau, notamment en autorisant les agences de l'eau à financer ces projets jusqu'à un taux de 70 %.

## Une évolution de la politique pour une meilleure acceptabilité

### Prise en compte du changement climatique

#### Insuffisante prise en compte du changement climatique
Les effets du changement climatique sont à l’origine de modifications profondes du cycle de l’eau et du fonctionnement des écosystèmes aquatiques et des systèmes agricoles. Avec l’augmentation des températures, la baisse des précipitations d’été et une diminution de l’enneigement, les débits moyens des cours d’eau pourraient être réduits de 10 % à 40 % selon les simulations, à horizon 2050 (Explore 2070, 2012). La recharge des nappes d’eau souterraines sera également affectée et les milieux aquatiques seront rendus particulièrement vulnérables, notamment du fait de la concentration des pollutions qui les affectent.
Le changement climatique est insuffisamment pris en compte dans les projets et est au cœur de nombreux contentieux avec des argumentaires portant sur la période de référence retenue pour les études hydrologiques jugée non représentative des sécheresses récentes et à venir. C'est notamment le cas avec le projet de retenues sur le bassin Sèvre Niortaise et Mignon où cette période de référence est la décennie 2000-2011, pour laquelle le BRGM précise qu'« en toute rigueur, cette période de référence ne permet pas de prendre en compte les conditions météorologiques récentes et encore moins futures. Mais elle permet d’évaluer ce qui se serait passé si les réserves de substitution avaient été mises en place au cours des années 2000-2011, sachant que ces années sont représentatives de situations météorologiques contrastées (années humides et sèches) ». Le BRGM ajoute que l'actualisation de ce modèle nécessite des moyens importants qui n’ont pas pu être mis en œuvre ces dernières années. Le communiqué précise que « la prise en compte des évolutions climatiques, non simulé dans l'étude, est importante. En effet, la récurrence de périodes de sécheresse hivernale pourrait conduire de manière répétée à des niveaux de nappe inférieurs aux seuils réglementaires, compromettant le remplissage des réserves certaines années ». Le BRGM précise avoir répondu à une question précise d'une coopérative de l'eau : « L’expertise réalisée par le BRGM n’est pas une étude approfondie, ni une étude d’impact de toutes les conséquences
possibles des prélèvements d’eau envisagés. Il ne s’agit pas non plus d’un article de recherche scientifique soumis à l’évaluation de la communauté scientifique. Il s’agit d’une étude répondant à une commande précise, donnant lieu à un rapport technique permettant de répondre aux questions posées avec les limites associées ».
Dans un avis de décembre 2021, le Comité national de l'eau rappelle les conclusions du Varenne agricole de l’eau et du changement climatique qui dit que l'accès à l’eau de l'agriculture est une question importante pour certaines filières françaises (5 % de la SAU totale est irriguée) dans la perspective du changement climatique. Il ne doit cependant pas masquer les enjeux pour les autres usages (en premier lieu de l’accès prioritaire à l’eau potable, industrie, énergie…), ni occulter les enjeux de transformation indispensable des modèles de production et des filières pour plus de résilience et de sobriété en intrants, dont l’eau.

#### Plan d'adaptation au changement climatique
Un Plan national d'adaptation au changement climatique (PNACC) a bien été établi en 2011, puis décliné en plans d'adaptation par bassin, comme celui de Loire-Bretagne publié en 2018, mais la déclinaison opérationnelle au niveau des projets n'est pas encore formellement entrée en vigueur. Le plan Loire-Bretagne indique par exemple qu'une possibilité d’adaptation réside dans la construction de retenues qui stockeraient l’eau en hiver (réserves de substituion donc), mais ajoute que l'incertitude qui pèse sur l'évolution des précipitations hivernales, ajoutées aux autres enjeux environnementaux, rend nécessaire la réalisation d’études d’impact détaillées.

#### Analyses HMUC
Certains SDAGE ont mis en place de nouvelles démarches visant à mieux prendre en compte ce changement climatique. Il s'agit notamment des analyses Hydrologie Milieux Usage Climat (dites « analyses HMUC »), des outils spécifiques au bassin Loire-Bretagne, mais proches, dans leur contenu et leurs principes, des démarches développées dans d’autres bassins. Elles  ont été introduites dans le Sdage 2016-2021 comme démarche à mettre en œuvre par les territoires pour adapter localement le cadre fixé par le SDAGE et notamment les conditions de prélèvements en basses eaux. Elles permettent notamment de disposer de l'ensemble des éléments techniques nécessaires à la définition des volumes prélevables de basses eaux au sens de l’article R. 211-21-1 du code de l'environnement modifié par le décret du 23 juin 2021 relatif à la gestion quantitative de la ressource en eau.

### Projets de territoires
Dans le rapport de 2020 « Changement climatique, eau, agriculture. Quelles trajectoires d'ici 2050 ? », le CGEDD et le CGAAER précisent les conditions d’un renforcement acceptable de la ressource en eau pour l'agriculture, en privilégiant, notamment par des financements incitatifs et un accompagnement adapté, les retenues de substitution, les démarches de gestion collective de l’eau ou en développant les techniques innovantes de réutilisation des eaux usées traitées ou de recharge de nappes. Ainsi les réserves de substitution constituent « le mode de sécurisation de la ressource en eau le plus satisfaisant », à condition qu’elles soient accompagnées de projets de territoire pour la gestion de l'eau (PTGE), une démarche introduite par l’instruction gouvernementale du 4 juin 2015, qui vise à impliquer les usagers de l’eau d’un territoire (consommation d’eau potable, usages pour l’agriculture, l’industrie, l’énergie, la navigation, la pêche, etc.) dans un projet global en vue de faciliter la préservation et la gestion de la ressource en eau. Dans son instruction du 7 mai 2019, le gouvernement encourage la création de ces projets de territoires, précise  les  outils  d’accompagnement  existants et propose les leviers à mobiliser  dans  ces programmes d’actions,.
À l'issue des Assises de l'eau de 2019, le gouvernement s'était fixé comme objectif de faire aboutir au moins 50 PTGE d’ici 2022 et 100 d’ici 2027. La résilience de l'agriculture passe par une transformation en profondeur des pratiques agricoles, dans le cadre de la transition agroécologique. Au-delà des leviers sur la demande en eau, de nouvelles ressources doivent également pouvoir être mobilisées dans le respect de la fonctionnalité des écosystèmes aquatiques. Néanmoins en 2018, sur la soixantaine de projets recensés, qui préexistaient pourtant avant le moratoire de 2013, moins de cinq sont validés et mis en œuvre.

### Plan 2023: sobriété et partage de l'eau
Le nouveau plan Eau présenté en avril 2023, quelques jours après les manifestations de Sainte-Soline, est essentiellement axé sur la sobriété et le partage de l'eau. Dans son discours du 30 mars 2023, le président Emmanuel Macron juge les retenues d'eau « indispensables à notre souveraineté alimentaire ». Mais il précise qu'« il ne s’agit pas de privatiser l’eau ou de permettre à certains de se l’approprier. La règle, c’est bien le partage entre les différents usages, entre les agriculteurs, avec les nouvelles générations d’agriculteurs qui s’installeront, avec parfois d’autres usages qui peuvent être touristiques ». Par ailleurs il demande que les futures retenues soient conditionnées à des « changements de pratiques significatifs », à commencer par des économies d'eau et une réduction de l’usage des pesticides par les agriculteurs. Il a annoncé que le budget des agences de l’eau augmentera de 500 millions d’euros par an pour appuyer « ces ambitions »,.

## Cadre juridique
Le cadre juridique de conception, construction et exploitation des réserves de subsitution est le même que celui d'une retenue quel que soit son type et est relativement complexe. Il relève notamment de plusieurs codes : urbanisme, environnement, santé publique, minier. Un rapport d’information de l'Assemblée Nationale sur la gestion des conflits d’usage en situation de pénurie d’eau, publié en 2020, souligne la multiplicité des textes qui complique la compréhension par les usagers des enjeux de la gestion de l'eau dans toutes ses dimensions, de même que la connaissance de leurs droits et devoirs en ce domaine. Cette multiplicité complique aussi la maîtrise par les acteurs locaux des différents leviers et outils à leur disposition et ne favorise pas toujours la cohérence des décisions prises dans chacune des dimensions de la gestion de l’eau (organisation et encadrement des usages, régulation des rejets, protection ou restauration des milieux) alors qu’elles ont toutes un impact sur la disponibilité de l’eau douce.

### Cadre du SDAGE
Le Schéma directeur d'aménagement et de gestion des eaux (SDAGE) définit la stratégie à appliquer dans un bassin hydrographique pour une période donnée pour retrouver des eaux en bon état.  Il s’impose à tous les programmes et décisions administratives dans le domaine de l’eau. De ce fait, il encadre les conditions de réalisation des retenues de substitution ainsi que la période et les conditions de remplissage. Concernant le SDAGE Loire-Bretagne pour la période 2022-2027, ces conditions sont présentées ci-après.

#### Conditions de réalisation des retenues de substitution
Les projets de territoire pour la gestion de l’eau (PTGE) sont conçus pour résorber le déficit quantitatif et permettre l’adaptation du territoire au changement climatique. Ils comprennent un volet de recherche de sobriété et d’optimisation des différents usages de l’eau : économies d’eau, maîtrise des consommations, diagnostics, amélioration de l’efficience de l’eau et modernisation des réseaux. Il en est de même pour les plans et programmes intégrant une dimension relative à la gestion quantitative de l’eau et pour les projets d’équipement structurant. Ces démarches de gestion quantitative de la ressource en eau peuvent, in fine, intégrer des retenues de substitution si la concertation territoriale en a démontré la nécessité.

#### Période et conditions de remplissage
Par définition, la période de prélèvement pour le remplissage des retenues de substitution correspond à la période hors période de basses eaux, correspondant au moment où le débit des cours d’eau atteint ses valeurs les plus hautes induisant une baisse de la sensibilité des milieux aquatiques. La commission locale de l’eau, peut, à la suite d'une analyse HMUC, proposer au Préfet de retenir une période différente, la période de basses eaux étant également modifiée en conséquence. De même, en cas d’hydraulicité printanière nettement supérieure à la normale, faisant suite à un déficit hivernal, l’autorité administrative pourra autoriser, de manière exceptionnelle et dérogatoire, une prolongation de la période de remplissage des retenues de substitution jusqu’au 30 avril.
L’établissement du volume de substitution prend en compte une analyse rétrospective s’appuyant sur les 5 à 10 dernières années ainsi qu’une démarche prospective visant à intégrer les conséquences des dérèglements climatiques sur la disponibilité de la ressource en eau, adaptées selon les bassins et leurs caractéristiques hydrologiques.
Pour le remplissage des retenues de substitution, il est recommandé d’appliquer les modalités de prélèvements décrites dans la disposition encadrant le débit à maintenir dans le cours d’eau (le débit minimal à maintenir dans le cours d’eau à l’exutoire du bassin versant doit être égal au module) et le débit plafond de prélèvement (le cumul de tous les débits maximum des prélèvements réglementés sur un bassin versant, y compris les interceptions d’écoulement, ne doit pas excéder un cinquième du module interannuel du cours d’eau (0,2 M) à l’exutoire de ce bassin-versant).

## Conflits et contentieux

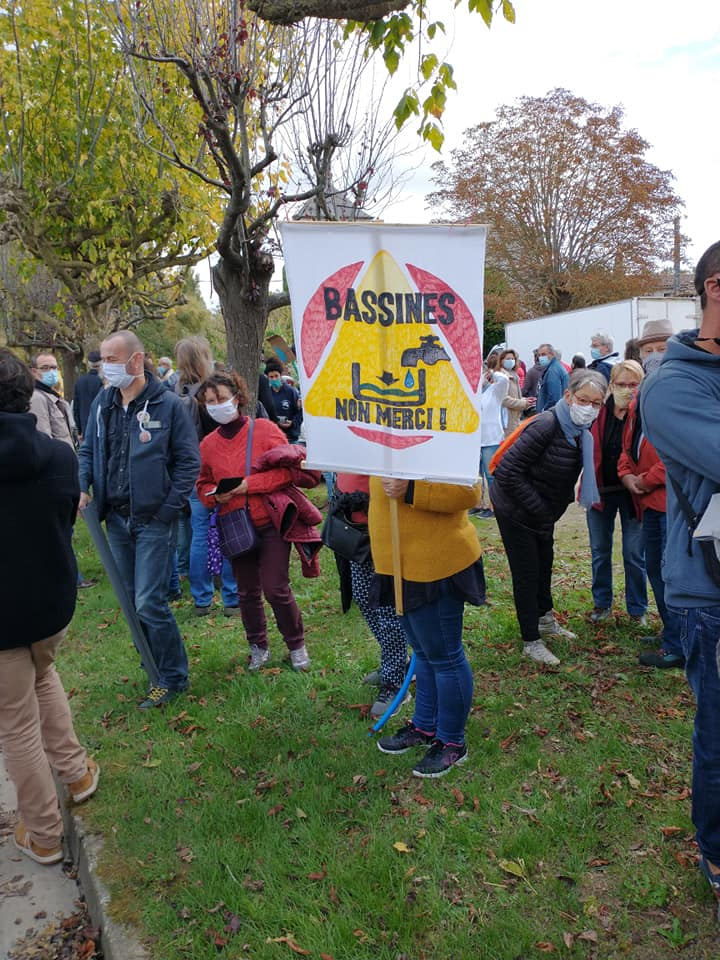
Manifestation du collectif « Bassines, non merci » en 2020 dans les Deux-Sèvres (Nouvelle-Aquitaine).

### Conflits d'usage
Pour faire face aux changements climatiques, une majorité d’agriculteurs irrigants, notamment représentés par Irrigants de France, les Jeunes agriculteurs (JA) ou la Fédération nationale des syndicats d'exploitants agricoles (FNSEA), s’est exprimée en faveur des réserves de substitution, considérant que ces aménagements leur permettront d’assurer le rendement de leurs cultures et la sécurité d’un revenu en période de tension.
Loin de faire l'unanimité, ces retenues, appelées péjorativement « bassines » par leurs détracteurs, sont au centre de nombreux conflits d’usage, dont le plus emblématique est celui dans les Deux-Sèvres où sont mis en avant le coût important de leur construction, dont une grande partie est de l'argent public, le manque de prise en compte de solutions alternatives d’économie d’eau, les risques sanitaires potentielles liés à l’eau stagnante et la sensibilité des retenues, notamment due à l’évaporation en période chaude qui fait perdre une partie des volumes captés, l’absence de consensus sur les volumes à stocker, leur impact environnemental, notamment quant à la recharge de ces retenues ou à leur localisation.
S’agissant plus généralement des retenues de substitution multi-usages, des désaccords existent quant à leur utilisation, certains acteurs souhaitant les déstocker pendant l’été (notamment les irrigants, les pêcheurs, les gestionnaires de canaux, etc.) et d’autres limiter leur déstockage (hydroélectriciens, acteurs du tourisme sur les lacs, services de lutte contre les incendies, etc.).

### Contentieux judiciaires
Deux types de contentieux sont à différencier : ceux portant sur les autorisations uniques de prélèvement et ceux sur les ouvrages.
Début 2020, date de parution du rapport parlementaire sur les conflits d'usage en matière d'eau, les contentieux concernant les autorisations de prélèvements étaient les suivants : trois autorisations ont été annulées par le tribunal administratif de Poitiers, les jugements étant désormais en appel, trois sont en attente de premier jugement, une est en cours sur un plan annuel de répartition sur le Clain.
Concernant les projets de constructions de réserves, 21 sur 34 dans le bassin Adour-Garonne sont en contentieux judiciaire et 31 sur 60 dans le bassin Loire-Bretagne.
En 2023, un ensemble de 5 réserves, porté par l'ASAI des Roches et situées sur les communes de Cram-Chaban (3), La Grève-sur-Mignon et La Laigne, est dans une situation particulière puisque l'autorisation d'aménager a été donnée en 2009, les réserves sont construites et en eau mais les autorisations de prélèvement et donc d'exploiter sont définitivement annulées, tous les recours ayant été épuisés,.
Le 3 octobre 2023, 2 arrêtés prefectoraux autorisant 15 retenues d’eau dites « de substitution » destinées à l’irrigation agricole en Nouvelle-Aquitaine sont annulés par le Tribunal administratif de Poitiers, jugeant que ces projets ne sont pas associés à des économies d'eau réelles. Les projets concernaient des sites dans les bassins de l’Aume et de la Couture dans les départements de la Charente, Charente-Maritime et des Deux-Sèvres pour le premier, pour lesquels la décision pointe des « inexactitudes, omissions et insuffisances ». Le second projet comprend six retenues dans le sous-bassin de La Pallu dans le département de la Vienne, pour lesquels le tribunal conclut à « une erreur manifeste d’appréciation [...] dans la mise en œuvre du principe de gestion équilibrée et durable de la ressource » par la préfecture.

### Manifestations
Plusieurs manifestations et actions visant à empêcher la construction de ces réserves ont lieu, particulièrement à Sainte-Soline en octobre 2022 et mars 2023, rassemblant plusieurs milliers de personnes et occasionnant des affrontements avec les forces de l'ordre.

## Débats autour des «méga-bassines»
Le débat propre à la construction des réserves de substitution (méga-bassines) s’insère dans un débat plus large relatif à l'ensemble des retenues d'eau, qu'elles soient utilisées pour l'irrigation agricole ou pour d'autres usages, et notamment sur les impacts sur les ressources en eau et les milieux aquatiques. Concernant spécifiquement les réserves de substitution, deux rapports d’informations publiés respectivement par l’Assemblée nationale en 2020 et par le sénat en 2022 résument les termes du débat autour de six thématiques : le modèle agricole (encouragement de pratiques gourmandes en eau), le coût de ces retenues (un coût exorbitant principalement financé avec des fonds publics), le devenir de cette eau (évaporation, dégradation), l'iniquité et l'absence de consensus, la non prise en compte du réchauffement climatique, un intérêt global contesté par certains scientifiques.

### Un modèle agricole contesté
Les réserves de susbtitution sont apparues avec le maintien ou le développement de cultures gourmandes en eau, comme le maïs, dans des régions déjà en déséquilibre quantitatifs en eau. En France, sur la période 1988-2000, la moitié de l’accroissement de la surface irriguée totale en France est associée au développement du maïs irrigué, dont la culture se répartit en 2000 dans trois régions : 10 500 producteurs en Aquitaine, autant en Midi-Pyrénées, et 4 800 en Poitou-Charentes, sur un total de 41700. La production de maïs (grain et semence) représentait ainsi 50 % de la sole irriguée en France en 2000. Les opposants dénoncent le recours à de telles pratiques qui contribuent à maintenir un  un modèle agricole productiviste incompatible avec les disponibilités en eau et le réchauffement climatique.
Si en 2020 la production nationale de maïs est équivalente à celle des années 2000 et la France est toujours la deuxième exportatrice de maïs en Europe, la situation est toutefois variable selon les bassins et départements. Le paradoxe est que la dénonciation de ce modèle agricole intervient principalement dans une région qui a vu ses pratiques fortement évoluer. Dans le bassin Sèvre Niortaise et Mignon, le maïs grain, qui représentait plus de 80 % des surfaces irriguées au début des années 2000, n’en occupe plus qu’un tiers en 2022. Dans le département des Deux-Sèvres, les surfaces de maïs irrigué (grain et ensilage) ont été divisées par deux en 10 ans et par presque trois en 20 ans, entre 2001 et 2022.

### Coût des ouvrages et financements publics
Les réserves de substitution coûtent cher au moment de la construction (car elles ne s'appuient pas sur le relief existant) et en fonctionnement (coûts énergétiques pour le pompage) et mobilisent d'importants crédits publics (taux de subvention de 70 %),. Ces ouvrages se développent en effet principalement à partir de 2010 lorsque le gouvernement incite à la construction de retenues supplémentaires, si les mesures d'économie d'eau ne suffisent pas et dès lors que cela ne remet pas en cause les objectifs environnementaux de la Directive-cadre sur l'eau, notamment en autorisant les agences de l'eau à financer ces projets jusqu'à un taux de 70 %.
Certaines associations d’opposition déplorent que les éleveurs et agriculteurs bio, les céréaliers non irrigués, les exploitants engagés dans la protection des captages d’eau potable ne bénéficient pas des mêmes aides.

### Accès à l'eau: absence de consensus

#### Impacts potentiels sur les usages non agricoles, notamment l'eau potable
Les tenants de ce type de retenue mettent en avant que les prélèvements ont lieu en hiver quand les nappes sont à leurs plus hauts niveaux et n'occasionnent aucun impact puisqu'en tout état de cause cette eau serait retournée au cours d'eau et finalement à la mer. Les aquifères souterrains et les eaux superficielles (cours d'eau) sont en effet interconnectés, toute eau excédentaire à la capacité du réservoir souterrain se déverse gravitairement dans le réservoir voisin et donc réalimente potentiellement des cours d'eau en aval.
Certains scientifiques, tout en ne remettant pas en cause ce principe, dénoncent le fait que le niveau maximum de stockage de l'aquifère est rarement atteint, particulièrement en cas de sécheresse. Ils mettent également en avant que les seuils de remplissage interviennent souvent alors que les aquifères ne sont pas pleins et que les périodes de référence pour établir le volume de prélèvements autorisés sont anciennes et pas du tout représentatives des périodes sèches, notamment du fait des changements climatiques.

#### Iniquité entre agriculteurs en période sèche
En France, les projets de retenues de substitution sont portés par des collectivités d’agriculteurs avec des territoires bien délimités au-delà desquels les autres agriculteurs, bien plus nombreux, ne sont pas partie prenante. En cas d'alerte sécheresse et de rationnement en eau, ces retenues ne profiteront qu'aux exploitants raccordés, souvent des gros céréaliers et des cultivateurs de maïs, représentant, selon les opposants, un système agricole productiviste. Ces ouvrages sont ainsi souvent perçues comme un accaparement d'un bien commun par l'agro-industrie.

### Devenir de l'eau prélevée

#### Évaporation
La question de l'évaporation est souvent mise en avant. L’absence de courant favorise le réchauffement des eaux qui contribue à un accroissement de l’évaporation et donc une perte d’une eau qui était initialement stockée dans l’aquifère. Cette problématique est réelle et concerne l’ensemble des retenues d’eau, qu'elles soient naturelles ou artificielles, mais doit être relativisée.
Selon la Fédération Rhône-Alpes de protection de la nature (2007), pour le sud‐est de la France, l’évaporation est évaluée en moyenne à 0,55 litre par seconde et par hectare, pendant les trois  mois d’été. Ainsi un plan d'eau de 10 000 m2 (1 hectare) connaît une évaporation de 2 138 m3 sur les trois mois d'été. Ces valeurs sont cohérentes avec celles d'une étude de 2011, ou le taux varie entre 0,25 et 1,8 l/s/ha et est en moyenne de 0,5 l/s/ha (Boutet-Berry et al., 2011) ou celles d'estimations fournies par le CNRS pour les milieux tempérés de 2 à 3 mm d’évaporation par jour, correspondant à 2 à 3 litres par m2 de plan d’eau : 10 000 m2 x 3 l x 90 j = 2 700 000 l évaporés, soit 2 700 m3 sur une période comparable. Ainsi pour une retenue comme celle de Sainte-Soline, dont la superficie est de 10 hectares et la capacité est de 628 000 m3, la perte est de 4 % de l'eau stockée.

#### Dégradations
Le risque de développement de cyanobactéries dans les retenues d'eau (réserves de substitution ou quelque autre type) est souvent aussi évoqué par les opposants. Les cyanobactéries se développent en effet principalement en été dans des eaux comme les lacs, les étangs et certains cours d’eau lorsque les conditions environnementales - température, nutriments - leur sont favorables. Elles produisent des toxines appelées cyanotoxines qui peuvent dans des cas très rares être nocives pour la santé,.
En 2006, l'évaluation des risques des cyanobactéries et de leurs toxines présentes dans les eaux d'alimentation et de baignade conclut à des impacts sanitaires négligeables même si ce sujet devrait faire l'objet d'un programme de surveillance spécifique. En 2020, l'Anses pointe toujours la nécessité d'acquérir de nouvelles données, notamment en ce qui concerne le suivi des cas d'intoxication et les effets toxiques des cyanotoxines, mais ne réévalue pas le risque.

## Opposition des scientifiques
Les personnes favorables aux réserves de substitution utilisent comme caution scientifique un rapport du BRGM concernant l'étude d'impact de 16 bassines du Marais poitevin[réf. nécessaire] qui conclut que : « concernant les débits des principaux cours d’eau, les résultats de la modélisation du scénario de la Coopérative montrent un effet positif en printemps/été, de l’ordre de + 6 % de gain de débit en sortie du bassin pour le mois de juillet. Pour certains cours d’eau, comme celui du Mignon, une augmentation de débit de l’ordre de + 40 % pourrait être atteinte par rapport au débit observé entre 2000 et 2011. Enfin, sur d’autres cours d’eau, les assecs connus sur certains tronçons pourraient être moins sévères et plus courts dans le temps ».
Ce rapport du BRGM est critiqué par la scientifique Anne-Morwenn Pastier, autrice d'une thèse en hydrologie et géologie, qui estime que l'étude du BRGM est « bâclée ; ils ont une façon de présenter les résultats qui n’est pas rigoureuse ». Elle critique le modèle des nappes utilisée dans le modèle d'étude, la marge d'erreur qu'elle estime 60 à 110 fois plus grande et les données qui concernent la rivière du Mignon : « lorsqu’ils parlent d’une amélioration du débit à l’étiage de 40 %, cela signifie qu’on passe de 0,3 m³/ seconde à 0,45 m³/seconde. Or, la rivière est considérée à sec en dessous de 0,50 m³/seconde. On aura toujours un lit boueux pour le Mignon, même si la boue sera peut-être plus liquide ». Anne-Morwenn Pastier et le journaliste Stéphane Foucart notent que le réchauffement climatique n'est pas pris en compte par l'étude du BRGM,.
Jonathan Schuite, hydrologue indépendant, docteur en sciences de la Terre, a également produit une analyse du rapport du BRGM intitulé Pourquoi les rapports du BRGM sur l'impact des « mégabassines » en Poitou-Charentes doivent être remis en question. Il y critique l'absence de relecture par des chercheurs extérieurs au BRGM et déclare avoir « relevé de très sérieuses failles méthodologiques et conceptuelles qui, selon [lui], mettent clairement à mal le bien-fondé des conclusions livrées par le BRGM aux autorités publiques ». Il en conclut « que les travaux présentés par Abasq (2022) et Douez (2015) souffrent de sérieuses lacunes ».
La géographe et membre du Haut Conseil pour le climat, Magali Reghezza et Florence Habets, directrice de recherche au CNRS en hydrométéorologie et professeure à l’École normale supérieure, parlent de « fix hydrosocial » pour désigner « le recours systématique à des ajustements techniques, dont le but n’est pas d’adapter le système à la disponibilité de la ressource ». Elles expliquent que « chaque fix retarde la réduction des usages et les transformations systémiques, qui seules peuvent diminuer durablement la vulnérabilité de l’activité ou du territoire. C’est la définition même de la maladaptation : le remède pérennise, voire aggrave, le risque qu’il est supposé résoudre ». Selon elles, « les méga-bassines vont sans doute permettre de maintenir les usages sur la première, voire les premières années d’une sécheresse pluriannuelle » mais « la somme de ces prélèvements peut alors contribuer à augmenter la durée de la sécheresse ». Elles concluent ainsi leur argumentation, publiée par Bon Pote, « les méga-bassines, comme beaucoup de solutions techniques lorsqu’elles sont envisagées en dehors de toute approche globale et d’une adaptation réellement transformationnelle, deviennent des réponses purement curatives, qui enferment en particulier l’agriculture dans des pratiques d’irrigation de plus en plus inadaptées au climat qui change ».
L'hydrologue Emma Haziza estime que la construction de retenues de substitution est « la pire des solutions ». Elle estime qu'« avec ce dispositif, nous sommes en train d’extraire plus d’eau dans les nappes que leur capacité de recharge ».
Pour Christian Amblard, directeur de recherche honoraire au CNRS et docteur d'Etat en hydrobiologie, « cette idée des retenues d'eau, est un non-sens ». Il estime que le fait de stocker de l'eau dans des retenues fait perdre « une grande quantité de l’eau par évaporation, notamment lors des fortes chaleurs ». Il cite des études faites en Amérique du Nord qui concluent que « selon les expositions et la météo, sur l'ensemble d'une période estivale, on perd entre 20 et 60 % des volumes d'eau par évaporation » tandis que « les projets dans les Deux-Sèvres et dans la Vienne s’appuient sur une étude qui évalue l’évaporation à 4 % du volume total ; Christiane Lambert, de la FNSEA, avance le chiffre de 7 % ». Christian Amblard déclare à France Inter que « si l'on est vraiment soucieux de l'avenir de l'agriculture, ce n'est pas la création de bassines qui est importante, mais bien de retenir l'eau dans les terres en mettant en place des pratiques d'agroécologie et d'agroforesterie » car « il faut absolument retenir l'eau dans les sols et non dans les méga-bassines ».
Jean-François Soussana, membre du Haut-Conseil pour le climat, considère les retenues de substitution comme une « mal-adaptation ».
Pour Vincent Bretagnolle, directeur de recherche au Centre d’études biologiques de Chizé, « sans transition agroécologique, les bassines n’ont pas de sens ».
Agnès Ducharne, hydrologue et directrice de recherche au CNRS, critique la dégradation de l'eau, en quantité comme en qualité, qu'engendre les réserves de substitution. Selon elle, « dans un stockage de surface, l’eau est soumise à des pollutions diverses. Des microalgues et bactéries peuvent s’y développer. Et puis son pompage hors de la nappe fait qu’elle n’est plus protégée de l’évaporation ». Concernant l'évaporation, Basta rapporte « selon des estimations du CNRS, deux à trois litres par m2 de plan d’eau et par jour sont perdus via l’évaporation. Soit pour une mégabassine de 10 hectares, 20 000 à 30 000 litres par jour ». Agnès Ducharne considère également que les réserves de substitution sont « une solution de maladaptation ».